# Medvekörömfélék
A medvekörömfélék vagy akantuszfélék (Acanthaceae) az ajakosvirágúak (Lamiales) rendjébe tartozó növénycsalád mintegy 346 nemzetség nagyjából 4300 fajával. A család szoros rokonságban áll a görvélyfűfélékkel (Scrophulariaceae).

## Megjelenésük, felépítésük
Lágy- és fásszárúak egyaránt lehetnek. Általában erősen tagolt leveleik keresztben átellenesen állnak. Öttagú virágaikban 2 vagy 4 porzó nő. A termésük felhasadó tok.
Edénynyalábjaik gyakran bikollaterálisak.

## Rendszertani felosztásuk
A családot négy alcsaládra és további hét, alcsaládba nem sorolt nemzetségre bontják. A fajok többsége a medvekörömformák (Acanthoideae) alcsaládjában van, ezért azt nemzetségcsoportokra osztják:
- Acantheae
- Andrographideae
- Barlerieae
- Justicieae
- Ruellieae
- Whitfieldieae

Az alcsaládon kívüli nemzetségek:
- - Dolichostachys
  - Golaea
  - Neuracanthus
  - Perenideboles
  - Pericalypta
  - Sphacanthus
  - Vavara

## Felhasználásuk
A család több nemzetségéből kerülnek ki ismert dísznövények. Tipikusan ilyen nemzetségek:
- Acanthus L.
- Aphelandra R. Br.
- Barleria L.
- Crossandra Salisb.
- Eranthemum L.
- Fittonia Coëm.
- Justicia L.
- Pachystachys
- Strobilanthes Blume
- Thunbergia Retz.